# Otostegia fruticosa
Otostegia fruticosa es una especie de planta con flores perteneciente a la familia Lamiaceae.

## Distribución y hábitat
El área de distribución nativa de esta especie se extiende desde el norte de Camerún hasta el sur de Jordania y Arabia. Crece principalmente en biomas desérticos o de matorral seco.

## Fitoquímica
Existen varios reportes de la fitoquímica de la especie:
En su aceite esencial de se reportaron timol, c-terpineno y p-cimeno como mayores constituyentes. También se han reportado la presencia de iridoides (O-acetilharpágido) y labdanos (otosteginas, 15-epiotostegina, preleoheterina, leoheterina, leopersina C, 15-epi-leopersina C, balonigrina y vulgarol) en esta especie.

## Taxonomía
La especie fue descrita inicialmente como Clinopodium fruticosum por Peter Forsskål y publicada en Flora Aegyptiaco-Arabica 107, en 1775, actualmente es tanto un sinónimo como el basónimo de esta; y ulteriormente, sería transferida al género Otostegia por Georg August Schweinfurth y tanto publicada como validada por Albert Julius Otto Penzig en Atti del Congresso Botanico Internazionale di Genova 1892 356, en 1893.

#### Etimología
Véase: Otostegia
fruticosa: epíteto latino que significa "arbustiva".

#### Subespecies
Comprende 2 subespecies aceptadas:
- Otostegia fruticosa subsp. fruticosa
- Otostegia fruticosa subsp. schimperi (Benth.) Sebald, 1973